# Il·lusió
El terme il·lusió (del llatí illusio) es refereix a un error de percepció, judici o raonament provocat per una aparença. Per exemple, veure un animal on només hi ha vegetació o interpretar una ombra en un carrer fosc, com si fos una persona. Aquests fets han portat a molts autors a definir les il·lusions com el resultat de la combinació de poca claredat perceptiva i un estat emocional intens. Un altre tipus d'il·lusions són les conegudes com a il·lusions òptiques i les paridòlia.

## Patologies en psicologia
Tot i que, qualsevol persona pot experimentar il·lusions sense que això suposi una malaltia mental, alguns trastorns psicològics les provoquen. Per exemple, una persona amb psicosi i la idea delirant de que un grup de persones està planejant la seva mort; al sentir una conversa qualsevol entre un grup de desconeguts, podria escoltar el seu nom i els plans per assassinar-ho. 
Una altra malaltia mental en que es produeixen al·lucinacions, és la esquizofrènia.